# Quezon City
Quezon City is de grootste stad van de Filipijnen en was van 1948 tot 1976 de hoofdstad van het land. Quezon City grenst aan het noordoosten van de huidige Filipijnse hoofdstad Manilla op het grootste eiland Luzon. De stad is vernoemd naar president Manuel Quezon die het gebied van de stad in 1939 selecteerde om er de stad te ontwikkelen. 
Bij de volkstelling van 2020 had de stad 2.960.048 inwoners. Samen met 16 andere steden en gemeenten vormt Quezon City National Capital Region, de grootste agglomeratie van de Filipijnen, die ook wel Metro Manilla wordt genoemd.

## Geografie

### Bestuurlijke indeling
De stad Quezon City is opgedeeld in 142 barangays die zijn gegroepeerd in vier districten. Elk van deze districten heeft een gekozen representant in het Filipijnse Huis van Afgevaardigden.
- Alicia
- Amihan
- ApolonioSamson
- Aurora
- Baesa
- Bagbag
- Bagumbuhay
- BagongLipunanNgCrame
- BagongPag-asa
- BagongSilangan
- Bagumbayan
- BahayToro
- Balingasa
- Bayanihan
- BlueRidgeA
- BlueRidgeB
- Botocan
- Bungad
- CampAguinaldo
- Central
- Claro
- Commonwealth
- BatasanHills
- KristongHari
- Culiat
- Damar
- Damayan
- DamayangLagi
- DelMonte
- DioquinoZobel
- DoñaImelda
- DoñaJosefa
- DonManuel
- Duyan-duyan
- E.Rodriguez
- EastKamias
- EscopaI
- EscopaII
- EscopaIII
- EscopaIV
- Fairview
- N.S.Amoranto(GintongSilahis)
- Gulod
- Horseshoe
- ImmaculateConcepcion
- Kaligayahan
- Kalusugan
- Kamuning
- Katipunan
- Kaunlaran
- KrusNaLigas
- LagingHanda
- Libis
- Lourdes
- LoyolaHeights
- Maharlika
- Malaya
- Manresa
- Mangga
- Mariana
- Mariblo
- Marilag
- Masagana
- Masambong
- Matalahib(SantoDomingo)
- MatandangBalara
- Milagrosa
- NagkaisangNayon
- NayongKanluran
- NovalichesProper
- Obrero
- OldCapitolSite
- PaangBundok
- Pag-ibigSaNayon
- Paligsahan
- Paltok
- Pansol
- Paraiso
- PasongPutikProper
- PasongTamo
- Phil-Am
- Pinyahan
- Pinagkaisahan
- Project6
- Quirino2-A
- Quirino2-B
- Quirino2-C
- Quirino3-A
- RamonMagsaysay
- Roxas
- SacredHeart
- SaintIgnatius
- SaintPeter
- Salvacion
- SanAgustin
- SanAntonio
- SanBartolome
- SanIsidro
- SanIsidroLabrador
- SanJose
- SanMartinDePorres
- SanRoque
- SanVicente
- SantaCruz
- SantaLucia
- SantaMonica
- SantaTeresita
- SantoCristo
- SantoNiño
- Santol
- Sauyo
- Sienna
- SikatunaVillage
- Silangan
- Socorro
- SouthTriangle
- Tagumpay
- Talayan
- Talipapa
- TandangSora
- Tatalon
- TeachersVillageEast
- TeachersVillageWest
- U.P.Campus
- U.P.Village
- UgongNorte
- UnangSigaw
- Valencia
- Vasra
- VeteransVillage
- VillaMariaClara
- WestKamias
- WestTriangle
- WhitePlains
- BalongBato
- Capri
- Sangandaan
- Payatas
- NewEra
- HolySpirit
- GreaterLagro14
- NorthFairview

## Bestuur en politiek
Zoals in alle steden is de belangrijkste bestuurder van Quezon City de burgemeester. De burgemeester wordt elke drie jaar gekozen door de kiesgerechtigde stemmers binnen de stad en is het hoofd van het stadsbestuur en de uitvoerende organen. Tijdens de laatste verkiezingen in 2010 werd Herbert Bautista tot burgemeester van de stad gekozen. De viceburgemeester is vanaf 30 juni 2010 Joy Belmonte. De viceburgemeester is voorzitter van de sangguniang panlungsod (stadsraad). Deze sangguniang panlungsod is de wetgevende macht binnen de stad en is samengesteld uit zes afgevaardigden uit elk van de vier stadsdistricten van Quezon City.
De burgemeester van Quezon City maakt deel uit van het Metro Manila Council dat wordt geleid door de Metro Manila Development Authority (MMDA). De taak van dit bestuurlijke orgaan is om de ontwikkeling van Metro Manilla in goede banen te leiden en oplossing te zoeken voor problemen binnen de metropool.
Lijst van burgemeesters van Quezon City
| - 1939 - 1942 Tomas Morato - 1947 - 1949 Ponciano Bernardo - 1949 - 1950 Nicanor Roxas - 1950 - 1953 Ignacio Santos Diaz - 1954 - 1976 Norberto Amoranto | - 1976 – 1986 Adelina Rodriguez - 1986 – 1992 Brigido Simon jr. - 1992 – 2001 Ismael Mathay jr. - 2001 – 2010 Feliciano Belmonte jr. - 2010 - 2013 Herbert Bautista |

## Demografie
Quezon City had bij de census van 2010 een inwoneraantal van 2.761.720 mensen. Dit waren 82.270 mensen (3,1%) meer dan bij de vorige census van 2007. Ten opzichte van de census van 2000 was het aantal inwoners gegroeid met 587.889 mensen (27,0%). De gemiddelde jaarlijkse groei in die periode kwam daarmee uit op 2,42%, hetgeen hoger was dan het landelijk jaarlijks gemiddelde over deze periode (1,90%).
De bevolkingsdichtheid van Quezon City was ten tijde van de laatste census, met 2.761.720 inwoners op 171,71 km², 16083,6 mensen per km². Het merendeel van de bevolking van Quezon City woont in district 2. Van de ruim 2,6 miljoen mensen woont 58% (1.559.641 mensen) in dat district. Het dichtstbevolkt is echter district 1, waar bijna 20,5 duizend mensen per km² wonen. De grootste barangays zijn Commonwealth met 172.834 inwoners en Batasan Hills met 148.621 inwoners.

De bevolking van Quezon is jong. De helft van inwoners is jonger dan 24 jaar en de beroepsbevolking (15-62 jaar) bedraagt ruim 65% van het totaal. Er wonen in Quezon City iets meer vrouwen dan mannen; Op elke 100 vrouwen wonen er 96 mannen.

## Zustersteden
- Chiba, Japan
- Daly City, Verenigde Staten
- Kenosha, Verenigde Staten
- New Westminster, Canada
- Salt Lake City, Verenigde Staten
- Taipei, Taiwan

## Geboren in Quezon City
- Iggy Arroyo (24 oktober 1950), politicus (overleden 2012);
- Marilou Diaz-Abaya (30 maart 1955), regisseur;
- Mar Roxas (13 mei 1957), politicus;
- Cesar Purisima (3 april 1960), politicus
- Liz Masakayan (31 december 1964), Amerikaans volleyballer en beachvolleyballer;
- Manuel Ocampo (20 februari 1965), kunstschilder;
- Kris Aquino (14 februari 1971), actrice
- Cystine Carreon (5 september 1973), Filipijns-Nederlands actrice;
- Reggie Lee (1974), Filipijns-Amerikaans acteur;
- Noel Malicdem (10 januari 1977), darter;
- Justin Baas (16 maart 2000), voetballer

Caloocan · Las Piñas · Makati · Malabon · Mandaluyong · Manilla · Marikina · Muntinlupa · Navotas · Parañaque · Pasay · Pasig · Pateros · Quezon City · San Juan · Taguig · Valenzuela